# Nybøl Nor

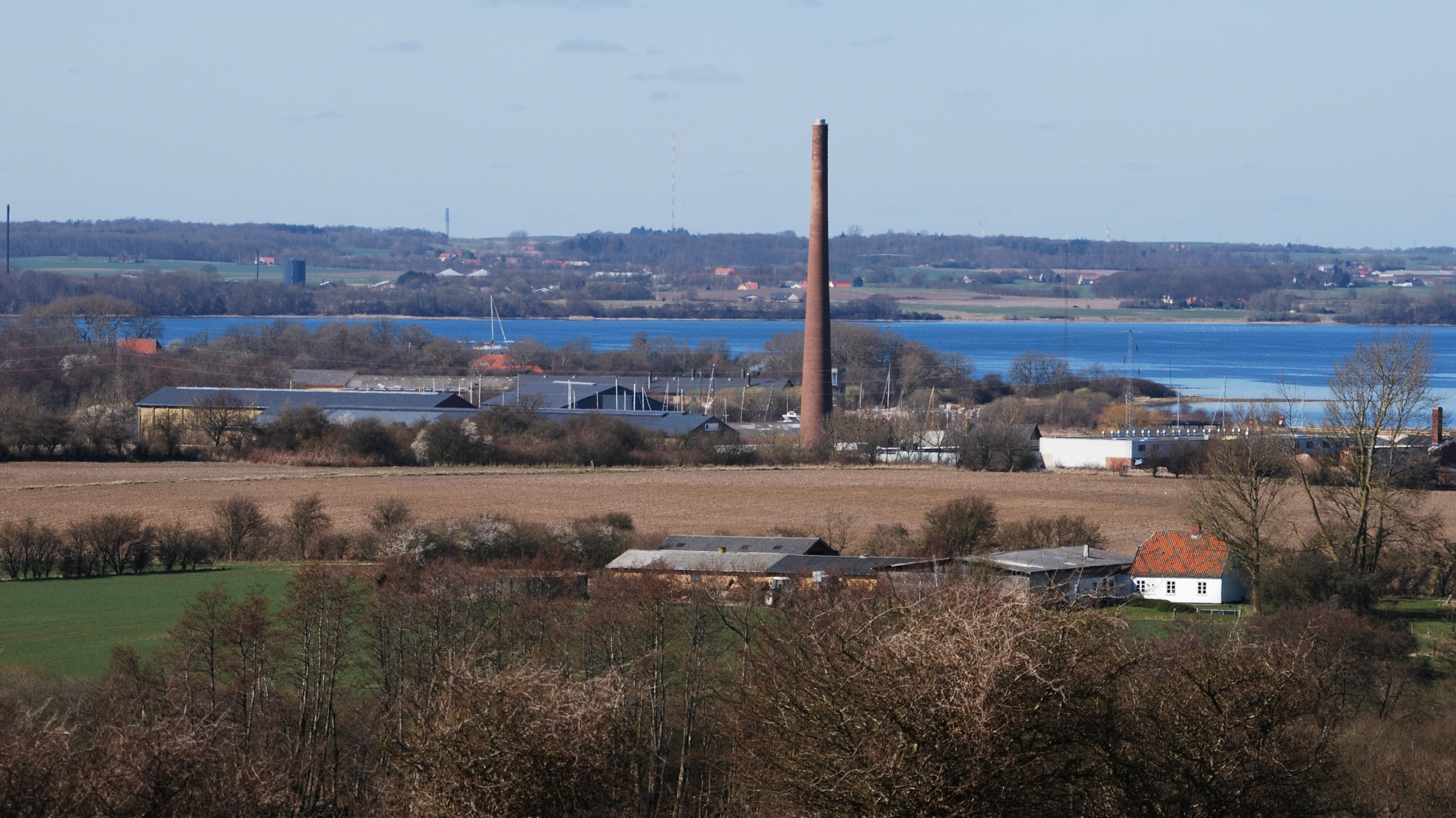
Blick auf den Nybøl Nor

Nybøl Nor (dt. Nübeler Noor) ist ein nördlicher Seitenarm (Noor) der Flensburger Förde, der gegenüber der Halbinsel Holnis durch den Egernsund von der Außenförde abgetrennt ist. Im Südwesten des Meeresarms befinden sich mit Gråsten und Egernsund größere Orte. Schiffe, die in das Noor gelangen, passieren bei der Einfahrt in das Gewässer die Egernsundbrücke. Das Noor liegt nicht weit entfernt von Broager und dem Schmölwall.